# غويليم لي
غويليم لي (بالإنجليزية: Gwilym Lee)‏ هو ممثل بريطاني، ولد في 24 نوفمبر 1983 في المملكة المتحدة.

## أعمال

### أفلام
- (2010) السائح[4][5]
- (2018) الملحمة البوهيمية[6]

## وصلات خارجية
- غويليم لي على موقع IMDb (الإنجليزية)
- غويليم لي على موقع روتن توميتوز (الإنجليزية)
- غويليم لي على موقع ألو سيني (الفرنسية)
- غويليم لي على موقع قاعدة بيانات برودواي على الإنترنت (الإنجليزية)
- غويليم لي على موقع قاعدة بيانات الأفلام السويدية (السويدية)
- غويليم لي على موقع قاعدة بيانات الفيلم (الإنجليزية)